# Bernhard Thieme (Generaldirektor)
Karl Werner Oskar Bernhard Thieme  (* 25. Juni 1926 in Neustadt in Sachsen; † 20. April 1982 ebenda) war ein Wirtschaftsfunktionär in der DDR. Er war von 1958 bis 1963 Hauptdirektor der VVB Landmaschinen- und Traktorenbau Leipzig und von 1964 bis 1981 Generaldirektor des VEB Kombinat Fortschritt Landmaschinen. Thieme erwarb sich große Verdienste um die Entwicklung der Infrastruktur in Neustadt in Sachsen.

## Leben
Bernhard Thieme wurde in Neustadt als jüngster Sohn eines Bankbuchhalters geboren und, er besuchte zwischen 1933 und 1941 die Volks- und Mittelschule in seiner Heimatstadt. Daran schloss sich bis 1943 eine Ausbildung zum Industriekaufmann bei den Herkules-Landmaschinen-Werken Neustadt der A. Hering AG, Nürnberg an. Nach dem Abschluss der Lehre wurde ihm in seinem Ausbildungsbetrieb die Leitung der Betriebsbuchhaltung übertragen. Ab 1944 leitete Thieme die Abteilung Einkauf, zugleich besuchte er die Handelsschule Dresden. 
Nach dem Ende des Zweiten Weltkrieges trat Thieme 1945 in die SPD ein und wurde 1946 im Zuge der Zwangsvereinigung Mitglied der SED. 
Durch den Treuhänder der Betriebe der A. Hering AG in der SBZ wurde Thieme 1945 zum kaufmännischen Leiter der Herkules-Landmaschinen-Werke bestellt. 1949 wurde er mit der Zusammenlegung der Herkules-Landmaschinen-Werke mit der Landmaschinenfabrik Stolpen (ehemals Firma Carl August Klinger) beauftragt. Die daraus gebildeten und von Thieme geleiteten Fortschritt-Landmaschinenwerke Neustadt war der zweitgrößte Produzent von Landmaschinen in der DDR. Bereits 1951 erfolgte eine weitere Fusion in der ostdeutschen Landmaschinenbranche, bei der die Fortschritt-Landmaschinenwerke mit weiteren drei Fabriken zur VVB LBH Fortschritt Landmaschinenwerke Neustadt zusammengeführt und Bernhard Thieme als Werksdirektor eingesetzt wurde. Ab 1958 fungierte Thieme als Hauptdirektor der VVB Landmaschinen- und Traktorenbau Leipzig, 1963 wurde von dieser Funktion abberufen. Im Jahre 1964 wurde Bernhard Thieme als Kombinatsdirektor des VEB Kombinat Fortschritt Landmaschinen in Neustadt – ab 1975 mit der Funktionsbezeichnung Generaldirektor – eingesetzt. Gegen Bestrebungen zur Verlegung des Kombinatssitzes von Neustadt nach Dresden oder Bautzen konnte sich Thieme erfolgreich durchsetzen.
In dieser Zeit absolvierte er ein Fernstudium an der Hochschule für Ökonomie Berlin, das er 1967 als Diplom-Ingenieurökonom abschloss. Nach einer wissenschaftlichen Aspirantur am Zentralinstitut für sozialistische Wirtschaftsführung wurde Thieme 1971 zum Doktor der Wirtschaftswissenschaften promoviert.
Nach der 1978 erfolgten Neuaufstellung des VEB Kombinat Fortschritt Landmaschinen, bei der der gesamte Land- und Nahrungsgütermaschinenbau der DDR mit knapp 40 über die gesamte DDR verstreuten Kombinatsbetrieben und fast 70 000 Beschäftigten zusammengeführt wurde, stieß die bisherige Organisations- und Leitungsstruktur an ihre Grenzen. 
Mit Reformvorschlägen zur staatlichen Planwirtschaft mit einer stärkeren Eigenverantwortung der Kombinate sowie der Übertragung der Außenhandelskompetenz an die Exportkombinate erregte Thieme den Missmut der Ost-Berliner Wirtschaftsführung. Der zu Beginn der 1980er Jahre eigenmächtig in Angriff genommene Bau einer Schwimmhalle in Neustadt bildete wohl den Anstoß zur Absetzung Thiemes als Generaldirektor. Im Dezember 1981 erhielt Bernhard Thieme eine Vorladung des Ministers für Maschinen-, Landmaschinen- und Fahrzeugbau Günther Kleiber nach Ost-Berlin zu einem Kadergespräch, bei dem ihm der Rücktritt von seiner Funktion als Generaldirektor aus "gesundheitlichen Gründen" zum 31. Dezember 1981 auferlegt wurde. Als Nachfolger wurde Günter Salzmann bestellt. Am Abend vor einer Betriebsversammlung schloss sich Bernhard Thieme am 19. April 1982 in seinem Büro ein und erschoss sich mit seinem Jagdgewehr. Die Beerdigung wurde in aller Stille abgehalten.

## Gesellschaftliche Funktionen
Ab 1971 gehörte Thieme dem Gesellschaftlichen Rat der Technischen Universität Dresden an und hatte ab 1980 dessen Vorsitz inne.

## Verdienste
Neben dem Aufbau und der Entwicklung des Kombinats Fortschritt Landmaschinen machte sich Bernhard Thieme vor allem um die Entwicklung der Infrastruktur in Neustadt verdient. Dazu gehören der Wiederaufbau der 1945 zerstörten Innenstadt sowie die Errichtung neuer Wohngebiete, eines Kulturhauses, Sportanlagen (Stadion mit Flutlicht, Kegelbahn, Sauna, Schwimmhalle, Skisprungschanze Rugiswalde) und einer Tankstelle.

## Auszeichnungen und Ehrungen
- 1976: Vaterländischer Verdienstorden
- Benennung einer Straße in Neustadt
- Gedenktafel am Werkseingang der Capron GmbH
- 2022: Gedenkstätte in der Dr.-Bernhard-Thieme-Straße
- Die Volksschwimmhalle Neustadt war nach ihrer Fertigstellung kurzzeitig mit Schwimmhalle Dr. Bernhard Thieme benannt.